# آشوت سوکیاسیان
آشوت مورادی سوکیاسیان (ارمنی: Աշոտ Մուրադի Սուքիասյան؛  زادهٔ ۱۸ اوت ۱۹۲۲ - درگذشته ۱۵ ژانویهٔ ۲۰۰۷) یک زبان‌شناس و آموزگار اهل ارمنستان بود.

## زندگی‌نامه
در ۱۸ اوت ۱۹۲۲ در تفلیس به دنیا آمد و از دانشگاه دولتی ایروان (۱۹۷۴) و انستیتو زبان فارغ‌التحصیل شد. وی در دانشگاه دولتی ایروان فعالیت می‌کرد.  وی همچنین برنده دانشمند شایسته ارمنستان شوروی (۱۹۸۰) شده است. وی در ۱۵ ژانویهٔ ۲۰۰۷ در سن ۸۴ سالگی در ایروان درگذشت.

## یادداشت
1. ↑  բանասիրական գիտությունների դոկտոր